# 毕尔巴鄂海事博物馆

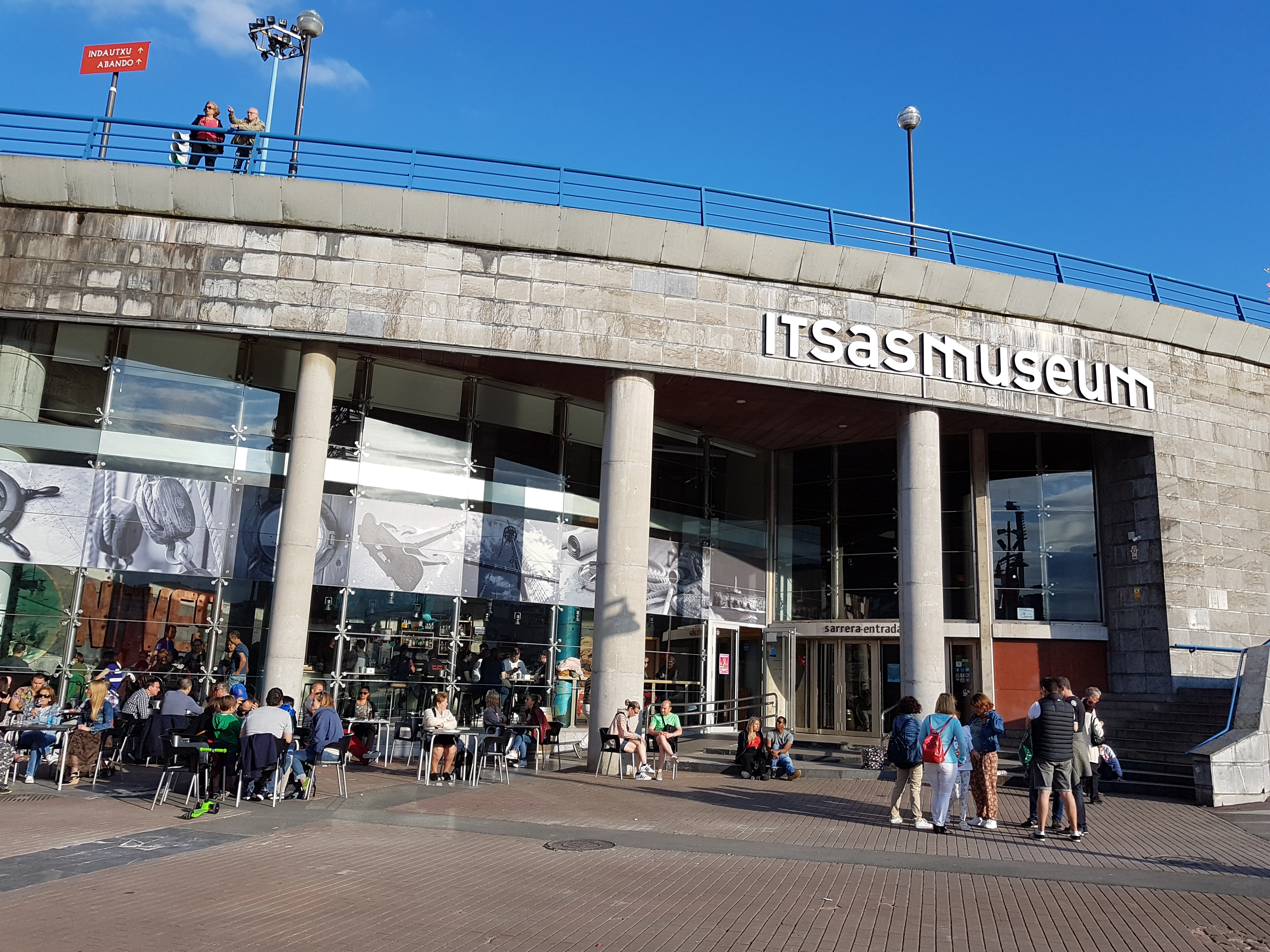

毕尔巴鄂海事博物馆（Itsasmuseum Bilbao）是西班牙比斯开省毕尔巴鄂的一个博物馆，位于巴斯克造船厂所在地的因道丘区（barrio de Indauchu），旁边是巴斯克桥（puente Euskalduna）和巴斯克宫（Palacio Euskalduna）。
博物馆于2003年11月20日落成。到五周年之际，共有32.3万人参观，包括21个临时展览。展览旨在传播与毕尔巴鄂河口及其周围环境有关的海洋遗产。
博物馆占地27000平方米， 仍然保留旧造船厂的一些遗迹，包括一台修复过的起重机，被称为“La Carola”。

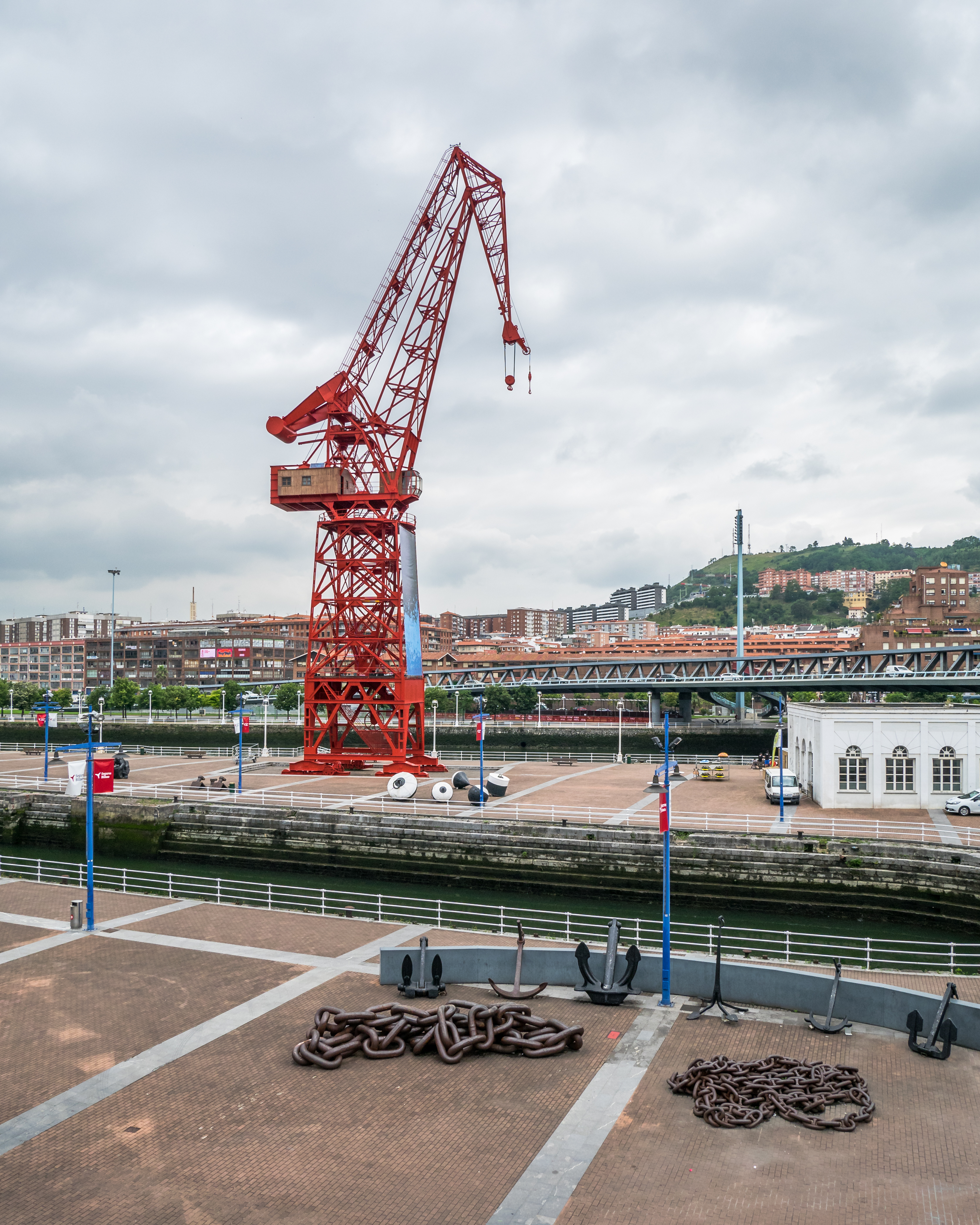
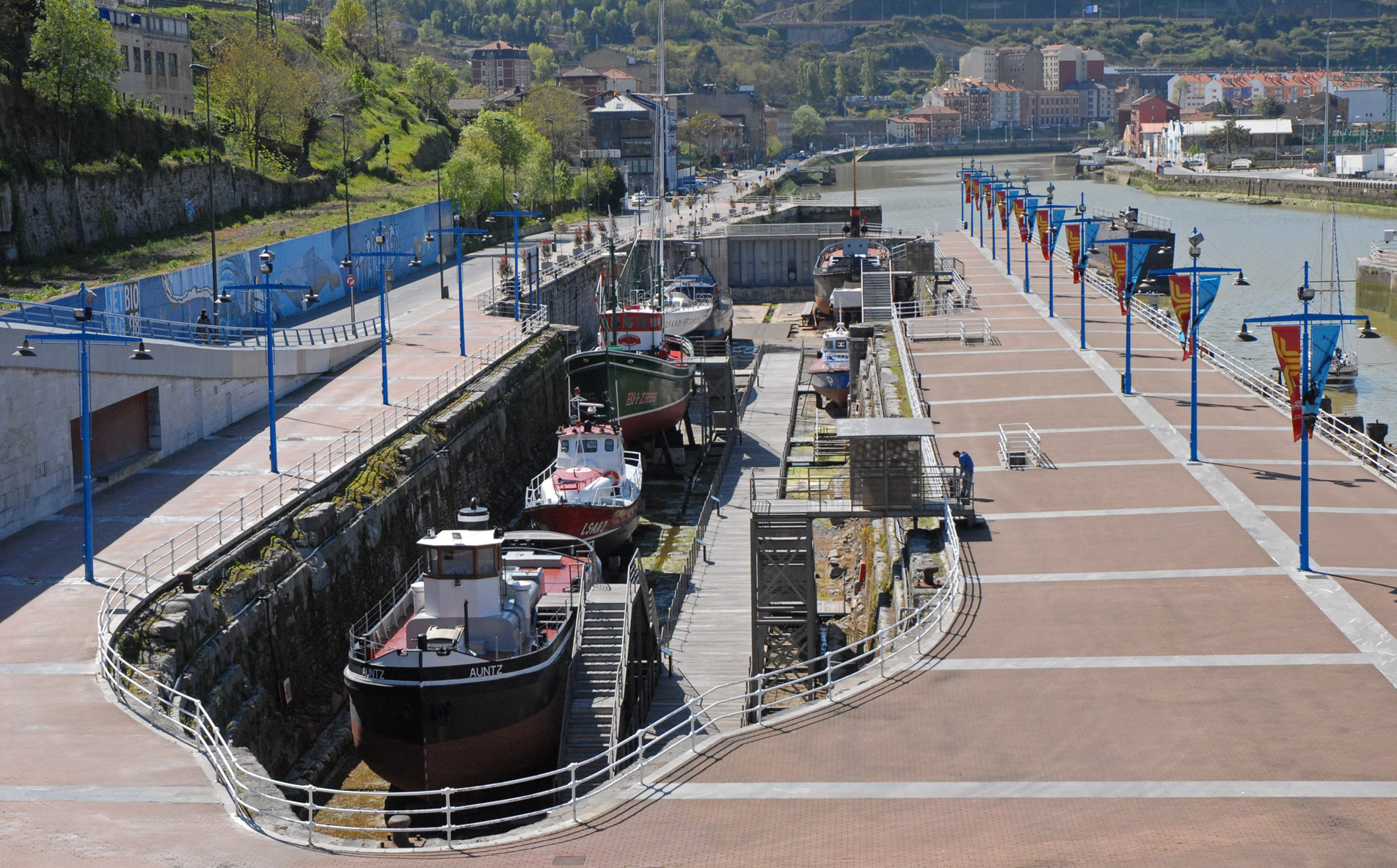
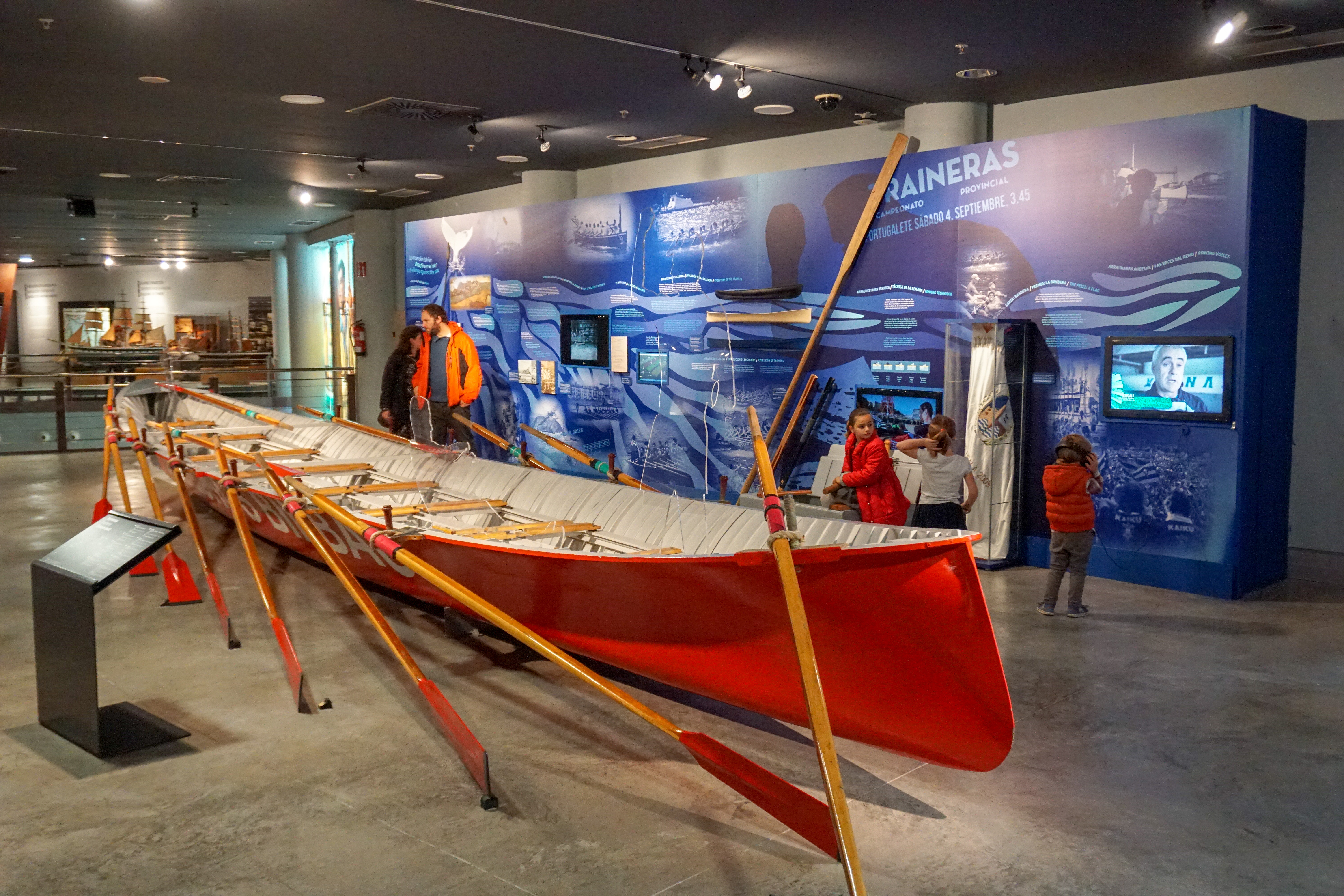